# Actinoscyphia aurelia
Actinoscyphia aurelia là một loài hải quỳ lớn có bề ngoài giống bắt ruồi Venus. Nó khép xúc tu của mình để bắt những con mồi hoặc để tự bảo vệ mình. Nó là một loài sinh sống ở biển sâu.

## Phân bố

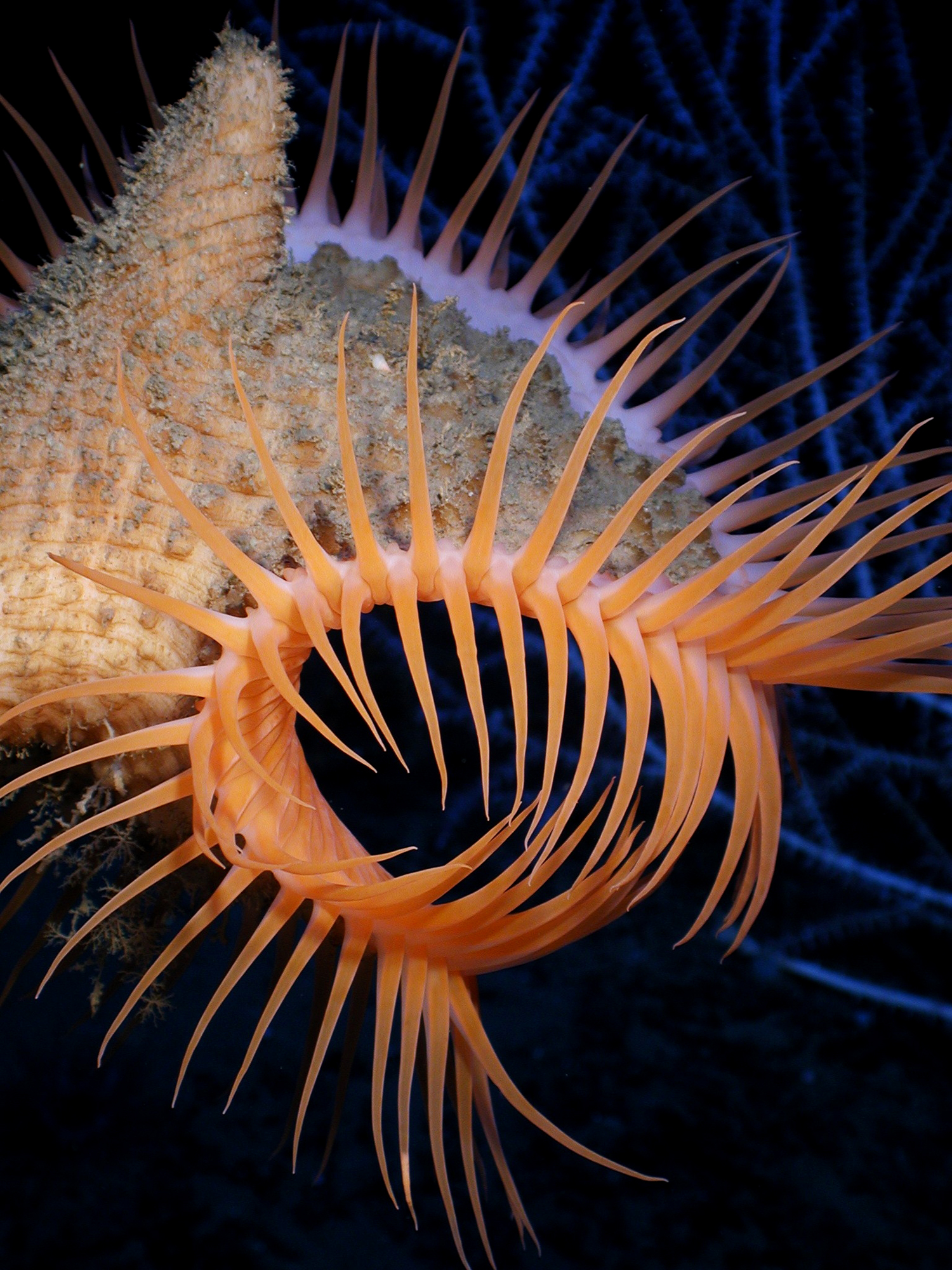
Actinoscyphia aurelia

Loài hải quỳ này được tìm thấy trong các nơi bùn tại sâu 200-2000 mét. Nó được tìm thấy trong các hẻm núi nước sâu ở vịnh Mexico. Nó cũng đã được quan sát thấy ở một số địa điểm ở khu vực mạch phun lên ở ngoài khơi Tây Phi, nhưng không phổ biến ở những nơi khác.

## Sinh học
Loài hải quỳ này là một loài ăn lọc mồi trong nước một cách thụ động và hướng nó vào cột thường mảnh mai của nó để đối diện với dòng chảy phun lên. Đĩa bàn đạp của nó là nhỏ và tua là ngắn hạn so với đĩa lớn miệng lõm, hình phễu hoặc hình nấm. Nó mở rộng xúc tu của nó thành hai hàng, một quay ra sau và một dốc về phía trước, và thu thập các hạt thức ăn khi chúng trôi qua.